# Плуме, Робертс
Робертс Плуме (латыш. Roberts Plūme; род. 6 марта 2000, Рига) ― латвийский саночник, бронзовый призёр на XXIV зимних Олимпийских играх в Пекине, чемпион мира, двукратный чемпион Европы.

## Биография
Начал участвовать в международных юношеских соревнованиях в 2014 году, начав с одиночных соревнований. В 2016 году перешел на парный разряд.
Чемпион Европы 2022 года в эстафете (Санкт-Мориц).
На зимних Олимпийских играх 2022 года занял четвертое место в парном разряде (в паре с Мартиньшем Ботсом) со временем 1: 57,419. Затем выиграл бронзовую медаль в санной эстафете.
В 2025 году на чемпионате мира в канадском Уистлере, Мартиньш в мужских двойках завоевал серебряную медаль. 